# 2-га бригада територіальної оборони (Польща)
2-га Люблінська бригада територіальної оборони імені майора Ієроніма Декутовського пс. «Запора» (') — військове з'єднання військ територіальної оборони Війська Польського.

## Структура
- штаб бригади, Люблін
- 21 батальйон легкої піхоти, Люблін (колишній 23 бат.)
- 22 батальйон легкої піхоти, Демблін
- 23 батальйон легкої піхоти, Біла Підляська
- 24 батальйон легкої піхоти, Холм
- 25 батальйон легкої піхоти, Замостя

## Командування
- полковник Тадеуш Настаровіч[1]